# Ръчен звънец
Ръчният звънец е музикален перкусионен инструмент от групата на идиофонните инструменти.
Ръчният звънец се състои от метално тяло във формата на чаша или голяма камбанка, закрепена към дебела дървена дръжка. Във вътрешността си има езиче с малко топче на края, което при разклащане на дръжката се удря в стените на звънеца и произвежда звук.
В миналото ръчният звънец е имал сигнални функции в училища и различии учреждения. Освен за такива цели той се използва при концерти в католическите църкви, като изпълнителите използват набор от ръчни звънци с различна големина за създаването на мелодии.